# Тавенисси
Тавенисси или Тавена (встречаются Табенна, Табенисси, лат. Tabennae, копт. ⲧⲁⲃⲉⲛⲛⲏⲥⲓ) — место, где появился первый христианский общежитийный монастырь. Монастырь был основан Пахомием Великим на правом берегу реки Нил в Верхнем Египте (около 575 км к югу от современного Каира).
Когда Пахомий пришёл в эту местность там проживала община, состоявшая из отшельника Палемона и нескольких анахоретов. Пахомий соединил разрозненные жилища последователей Антония Великого, огородил общину стеной и составил для монахов правила дисциплины и режим дня, основанный на равномерном чередовании труда и молитвы. К концу жизни Пахомия в Тавенисси и окрестностях проживало около 7000 монахов.

## Организация
Монастырь представлял собой поселение людей одного пола, состоящее из 30-40 домов, в каждом из домов было по 12 келий, в каждой келье жило по 3 монаха. 3-4 дома составляли трибу. При монастыре была церковь, трапезная, пекарня, больница, гостиница (для паломников), а также склады для провизии и инвентаря. При монастыре был огород. Во главе монастыря стоял настоятель, которому помогали смотрители домов и экономы. Раз в год на Пасху собиралось общее собрание. В качестве наказания (например, за опоздание на общую молитву, смех, гнев, ложь, порчу имущества) применялась епитимья.

## Одеяния
Рубаха-Левитон, пояс, нарамник (плат на голову), шапка-кукуллий с изображением креста, милоть, сандалии.